# STU48
STU48 (Setouchi48) est un groupe d'idoles japonaises basé à Setouchi, dans la préfecture d'Okayama, au Japon. C'est un groupe à l'effectif changeant de l'Univers AKB48 et le 6e groupe sœur national. 
Le groupe porte le nom de la région de Setouchi et est le premier du groupe de la franchise AKB48 à disposer d’un théâtre à bord d'un bateau. Le groupe appartient au conseil du tourisme de la région de Setouchi et participe activement à leurs efforts de promotion.

## Historique

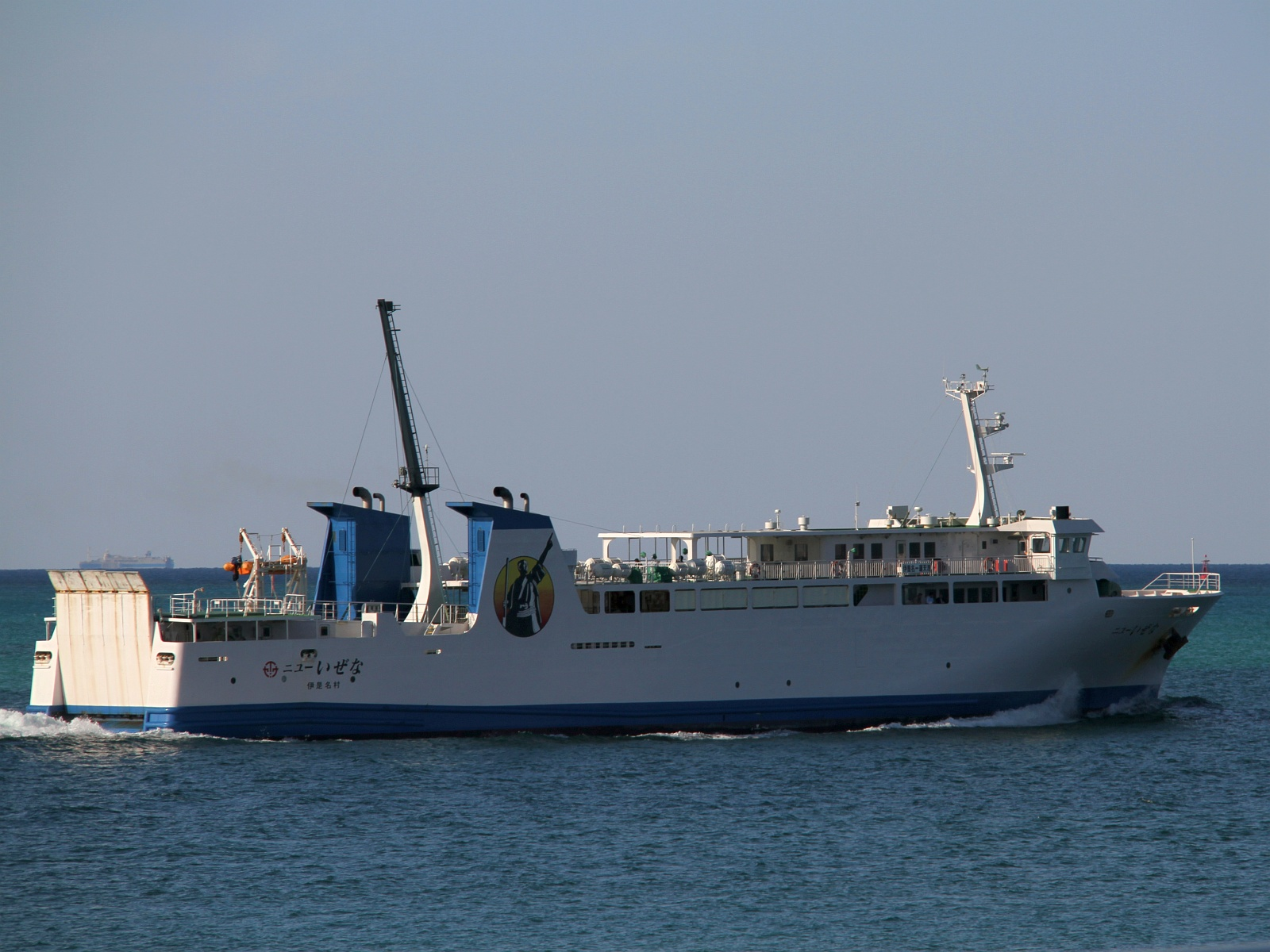
Le STU48-go (vers 2013).

Après la formation du groupe sœur NGT48 en 2015, il est annoncé à la fin de l'été 2016 qu'un nouveau groupe de la franchise sera formé : les STU48 ; le groupe des STU48 sera le 6e groupe sœur d'AKB48, prévu pour débuter à l'été 2017. Le groupe représentera une nouvelle innovation de la franchise : pour la première fois depuis la création de la franchise, un groupe 48 aura son propre théâtre situé dans une croisière qui traversera sept préfectures dont Yamaguchi, Hiroshima, Okayama, Hyogo, Tokushima, Kagawa et Ehime.
Rino Sashihara (membre des HKT48) et Nana Okada (membre des AKB48) font leur entrée dans le groupe en février 2017 en tant que membre "kennin" (parallèle). La première génération de membres est formée fin 2016, et est annoncée en mars 2017.
Le groupe fait ses débuts avec la chanson Setouchi no Koe sur le single des AKB48 Negaigoto no Mochigusare sorti en mai 2017.

## Membres

### 1regénération
La 1re génération a été dévoilé le 31 mars 2017. La capitaine actuelle est Mitsuki Imamura.
| Nom et Prénom                 | Date de Naissance |
| ----------------------------- | ----------------- |
| Yumiko Takino (瀧野由美子)    | 24 septembre 1997 |
| Minami Ishida (石田みなみ)    | 11 octobre 1998   |
| Akari Fukuda (福田朱里)       | 29 mars 1999      |
| Honoka Yano (矢野帆夏)        | 6 août 1999       |
| Mahina Taniguchi (谷口茉妃菜) | 3 février 2000    |
| Mitsuki Imamura (今村美月)    | 19 février 2000   |
| Fū Yabushita (薮下楓)         | 7 octobre 2000    |
| Aoi Hyodo (兵頭葵)            | 18 janvier 2001   |
| Chiho Ishida (石田千穂)       | 17 mars 2002      |
| Miyu Sakaki (榊美優)          | 28 avril 2002     |
| Hina Iwata (岩田陽菜)         | 23 février 2003   |
| Miyuna Kadowaki (門脇実優菜)  | 13 mars 2003      |
| Kokoa Kai (甲斐心愛)          | 28 novembre 2003  |
| Marina Otani (大谷満理奈)     | 14 février 2004   |
| Arisa Mineyoshi (峯吉愛梨沙)  | 2 septembre 2004  |
| Maiha Morishita (森下舞羽)    | 4 octobre 2004    |

### Membres Draft
Les membres Draft ont été dévoilé le 21 janvier 2018 lors du 3e AKB48 Group Draft Kaigi. Ils sont promus  aux côtés des membres de la 1re génération.
| Nom et Prénom             | Date de Naissance |
| ------------------------- | ----------------- |
| Mai Nakamura (中村舞)     | 4 avril 1999      |
| Yūka Oki (沖侑果)         | 1er décembre 1999 |
| Soraha Shinano (信濃宙花) | 9 août 2003       |

### Membre à double position (Kennin)
| Nom et Prénom         | Date de Naissance | Double positon avec |
| --------------------- | ----------------- | ------------------- |
| Nana Okada (岡田奈々) | 7 novembre 1997   | AKB48 Team 4        |

### Kenkyuusei
La 2e génération a été dévoilé le 27 octobre 2019.
| Nom et Prénom               | Date de Naissance |
| --------------------------- | ----------------- |
| Serika Osaki (尾崎世里花)   | 16 novembre 1997  |
| Aiko Kojima (小島愛子)      | 7 décembre 1997   |
| Sayaka Takao (高雄さやか)   | 4 décembre 1998   |
| Rika Muneyuki (宗雪里香)    | 15 juin 2000      |
| Ayaka Suzuki (鈴木彩夏)     | 24 août 2000      |
| Natsuki Watanabe (渡辺菜月) | 12 décembre 2000  |
| Reika Taguchi (田口玲佳)    | 2 juin 2001       |
| Sayaka Harada (原田清花)    | 19 juin 2001      |
| Miria Imaizumi (今泉美莉愛) | 5 octobre 2001    |
| Sara Yoshida (吉田彩良)     | 19 février 2002   |
| Riko Kudō (工藤理子)        | 29 mars 2002      |
| Yayoi Nakahiro (中廣弥生)   | 29 mars 2002      |
| Natsuki Tamura (田村菜月)   | 4 août 2002       |
| Miho Tanaka (田中美帆)      | 3 septembre 2002  |
| Rinko Yoshizaki (吉崎凜子)  | 4 novembre 2002   |
| Anna Kawamata (川又あん奈)  | 5 novembre 2002   |
| Utsumi Rine (内海里音)      | 18 décembre 2002  |
| Yurina Minami (南有梨菜)    | 10 décembre 2003  |
| Yūna Kawamata (川又優菜)    | 8 février 2004    |
| Momoka Rissen (立仙百佳)    | 30 novembre 2004  |
| Sara Shimizu (清水紗良)     | 12 février 2006   |
| Himeka Sako (迫姫華)        | 14 mars 2007      |

## Discographie

### Singles
1. 31 janvier 2018 : Kurayami (暗闇?)
2. 13 février 2019 : Kaze wo Matsu (風を待つ?)
3. 31 juillet 2019 : Daisuki na Hito (大好きな人?)
4. 29 janvier 2020 : Mubō na Yume wa Sameru Koto ga Nai (無謀な夢は覚めることがない?)
5. 2 septembre 2020 : Omoidaseru Koi wo Shiyou (思い出せる恋をしよう?)
6. 17 février 2021 : Hitorigoto de Kataru Kurainara (独り言で語るくらいなら?)